# Le Mas-d'Azil
 Le Mas-d'Azil  là một xã ở tỉnh Ariège, thuộc vùng Occitanie ở phía tây nam nước Pháp.